# Bell X-2

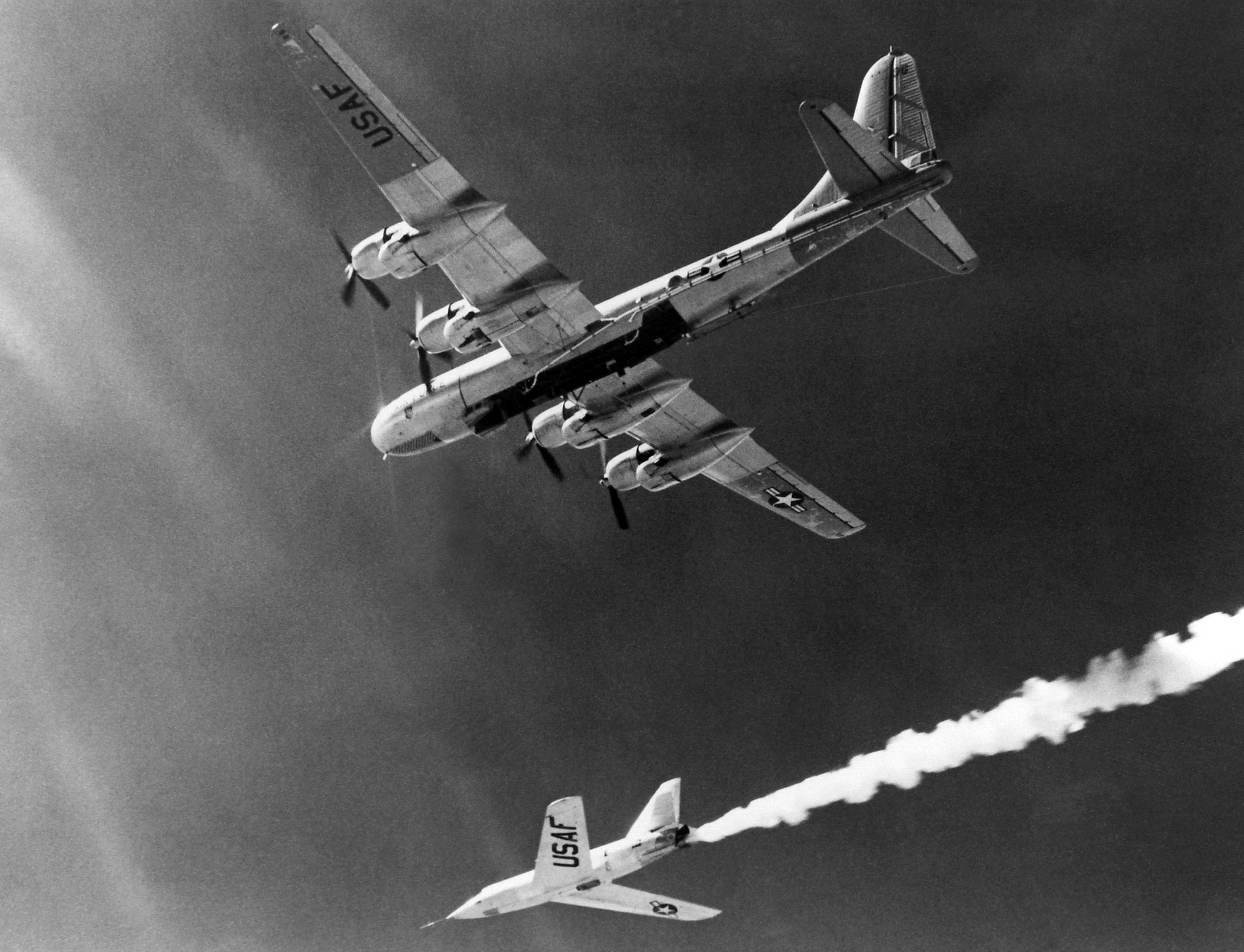
Die erste X-2 kurz nach dem Abkoppeln vom B-50-Trägerflugzeug

Die Bell X-2 Starbuster war ein US-amerikanisches Experimentalflugzeug, das der Untersuchung von Flugeigenschaften im Geschwindigkeitsbereich von Mach 2 bis 3 dienen sollte. Es handelte sich um einen raketengetriebenen Ganzmetalltiefdecker. Trag- und Leitwerk waren im Gegensatz zum direkten Vorgänger, der Bell X-1, gepfeilt ausgeführt. An Stelle eines Schleudersitzes wurde eine ausstoßbare Nasenkapsel eingebaut. Aus Gewichtsgründen wurde auf ein Fahrwerk verzichtet, stattdessen gab es Landekufen.

## Entwicklung
Eines der Probleme beim Versuch, Mach 3 zu erreichen, ist die Sicherstellung einer ausreichenden Stabilität und Steuerung des Flugzeuges. Dazu kommt ab etwa Mach 2,6 die sogenannte Hitzemauer, bei der sich das Flugzeug aerodynamisch soweit erhitzt, dass übliche Metalle nicht mehr eingesetzt werden können. Für die Erforschung dieser extremen Bedingungen wurde die Bell X-2 aus rostfreiem Stahl und einer Kupfer-Nickel-Legierung gebaut und war mit gepfeilten Tragflächen und einem XLR25-Raketentriebwerk ausgerüstet, das 11 bis 67 kN Schub in zwei Brennkammern entwickeln konnte. Die X-2 war schließlich das erste Flugzeug, das bis an den Rand der Atmosphäre an die Grenze zum Weltraum flog.

## Einsatzgeschichte

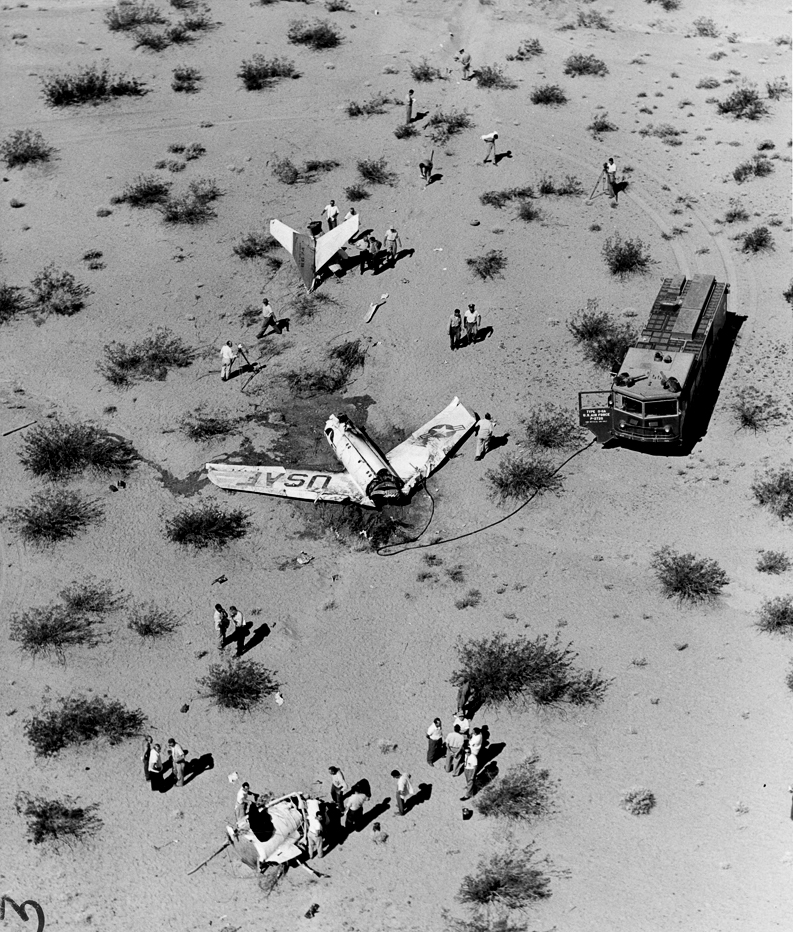
Die am 27. September 1956 abgestürzte X-2

Am 27. Juni 1952 führte der Testpilot Jean L. „Skip“ Ziegler einen ersten Gleitflug ohne Verwendung des Triebwerkes aus. Die X-2 wurde zum Start unter einen umgebauten B-50-Bomber gehängt und von der Edwards Air Force Base aus auf Einsatzhöhe gebracht. Diese erste X-2 ging jedoch bei einem späteren Schleppflug 1953 durch eine Explosion verloren, die Ziegler das Leben kostete.
Lt. Col. Frank K. „Pete“ Everest führte mit einer zweiten X-2 am 18. November 1955 den ersten angetriebenen Flug durch. Bei seinem neunten und letzten Flug Ende Juli des folgenden Jahres stellte er mit Mach 2,87 (3050 km/h) einen neuen inoffiziellen Geschwindigkeitsrekord auf. Die X-2 erfüllte damit die in sie gesetzten Erwartungen, jedoch nicht ohne Probleme. Everest berichtete, dass das Flugzeug bei hohen Geschwindigkeiten kaum auf die Steuerung reagierte. Darüber hinaus stellte sich bei Simulationen und Windkanalversuchen zusammen mit den Daten aus seinen Testflügen heraus, dass das Flugzeug ernste Stabilitätsprobleme haben würde, sobald es Mach 3 erreicht.
Einigen jungen Testpiloten, Captain Iven C. Kincheloe und Captain Milburn G. „Mel“ Apt, wurde die Aufgabe zugedacht, die Versuche weiter zu führen. Am 7. September 1956 durchbrach Kincheloe als erster Pilot die 100.000 ft (30.500 m) Höhenmarke, als er mit der X-2 bis auf eine Höhe von 126.200 ft (38.466 m) stieg.
Nur 20 Tage später, am Morgen des 27. September, startete Mel Apt für seinen ersten Raketenflug von der B-50 aus. Sein Auftrag war es, einer Flugbahn zu folgen, die es ermöglichte, die zur Verfügung stehende Energie des mitgeführten Treibstoffes in eine maximale Geschwindigkeit umzusetzen. Aufgrund der festgestellten Probleme sollten dabei jegliche schnelle Steuerbewegungen jenseits von Mach 2,7 vermieden werden. Durch eine außerordentlich genau eingehaltene Flugbahn konnte er an diesem Tag als erster Mensch Mach 3 überschreiten, und letztendlich in 19.960 m Höhe Mach 3,2 (3.370 km/h) erreichen. Bis dahin verlief der Flug problemlos, aber aus unbekannten Gründen versuchte er kurz nach Erreichen der maximalen Geschwindigkeit das Flugzeug seitlich zu wenden, während er noch deutlich über Mach 3 flog. Als Ursache wird eine träge reagierende Instrumentenanzeige, die eine geringere Geschwindigkeit als die tatsächliche angezeigt hat, vermutet. Möglicherweise befürchtete Apt auch, dass er zu weit von der Landebahn auf dem Rogers Dry Lake abkam. Die X-2 geriet dabei in ein Flachtrudeln, wie es auch fast 3 Jahre zuvor Chuck Yeager in der X-1A erleben musste. Anders als Yeager konnte Apt sein Flugzeug jedoch nicht wieder unter Kontrolle bringen, und die X-2 ging mit ihm verloren.
Dieses Ereignis führte zum Abbruch des Programmes, noch bevor das National Advisory Committee for Aeronautics genauere Untersuchungen mit der X-2 vornehmen konnte. Dennoch lieferte sie wertvolle Forschungsdaten über Hochgeschwindigkeits-Aerodynamik und extreme Höhenflugbedingungen. Die weitere Erforschung des Hochgeschwindigkeitsbereiches wurde erst mit der North American X-15 fortgesetzt.

## Flugerprobungsprogramm
Zwei Flugzeuge führten im Zeitraum vom 27. Juni 1952 bis 27. September 1956 insgesamt 20 Flüge durch.
- 46-674, 7 Gleitflüge, 10 angetriebene Flüge
- 46-675, 3 angetriebene Flüge

## Technische Daten

Dreiseitenansicht

| Kenngröße             | Daten                                                                          |
| --------------------- | ------------------------------------------------------------------------------ |
| Besatzung             | 1                                                                              |
| Länge                 | 11,5 m (37 ft 10 in)                                                           |
| Spannweite            | 9,8 m (32 ft 3 in)                                                             |
| Höhe                  | 3,6 m (11 ft 10 in)                                                            |
| Leermasse             | 5.600 kg (12.375 lb)                                                           |
| maximale Startmasse   | 11.300 kg (24.910 lb)                                                          |
| Triebwerk             | ein Raketentriebwerk Curtiss-Wright XLR25, 15.000 lbf (67 kN) statischer Schub |
| Höchstgeschwindigkeit | M 3,196 (3.370 km/h)                                                           |
| Gipfelhöhe            | 38.466 m (126.200 ft)                                                          |

## Quelle
- American X-Vehicles: An Inventory X-1 to X-50, SP-2000-4531 - June 2003; NASA online PDF Monograph (1,10 MB)